# ادراک عامیانه و ادبی از هویت مردم گیلان
این مقاله به دریافتهای مردمی و ادبی از هویت مردم گیلان می‌پردازد.

## عادات غذایی

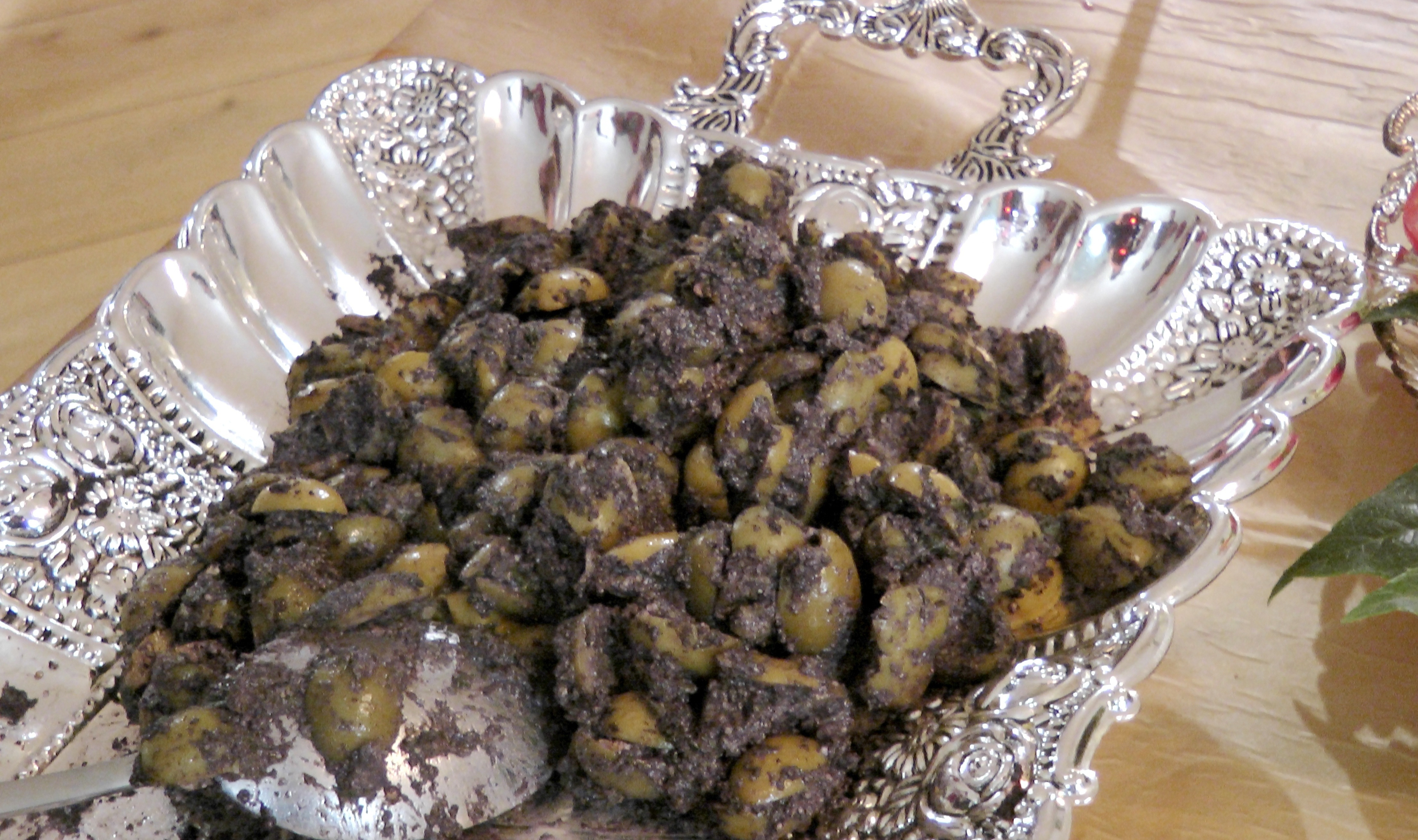
زیتون پرورده

مردم و گروه‌های قومی اغلب در خصوص عادات غذایی شان که ناخوشایند شمرده می‌شود مورد اشاره قرار می‌گیرند. مشخصه هویتهای جمعی در شمال ایران را نیز از اثر چنین مقایسه‌های غذایی گریزی نیست: برای رشتیها و عراقیها یعنی مردم داخل یا فلات ایران (الفاظ دوجانبه با پتانسیل بدنام سازی) وسیله مناسب است. با توجه به تنوع و تضاد عادات غذایی آنان، این مسائل زمینه‌ای نیرومند برای انعکاس مغایرتهاست. مردم گیلان عاشق برنج اند-برنج که آن‌ها با ماهی، تخم مرغ، زیتون و به قدری کمتر گوشت گوساله تکمیل اش می‌کنند به‌طور سنتی با هر سه وعده اصلی غذایی میل می‌شود. این در تضاد با رژیم سنتی عراقیهاست که از نان، محصولات لبنی و گاهی گوشت گوسفند تشکیل می‌شود. رشتیها با مشاهده عادات غذایی همسایگان شان، و به علاقه آنان به نان به‌طور خاص توجه می‌کنند و گاهی با تفریح و گاهی با تحقیر به آن‌ها می‌نگرند. آن‌ها به مردم تهران دهان گشاد می‌گویند، زیرا آن‌ها هنگام جویدن نان دندانهای بزرگ شان را نمایان می‌کنند. بنا به کلیشه‌های سنتی، عراقیها «نان خالی خوران» فقیر اند که برنج گیلان برایشان یک نعمت حسرت‌برانگیز می‌ماند. هنگامی که عادات غذایی روزانه مردم فلات و رشتیها دو نظام کاملاً متمایز را شکل می‌داد-گرچه این تمایزات در سی سال گذشته به‌طور قابل توجهی کاهش یافته- برای ساکنین جلگه خزر، مصرف نان هم موضوع تمسخر و هم عامل هشدار بود: «گیلک» به گزارش رابینو، «نان نمی‌خورد بلکه آن را غذایی می‌داند که برای فطرت اش نامناسب است، تا جایی که یک مرد خشمگین به زن اش می‌گوید: نان بخور و بمیر!». بنا به قول رابینو و کاپیتان آرتور کانلی لافونت، در حدود ۱۸۳۰، والدین گیلانی هنگام تمسخر کودکان شان آن‌ها را به منظور تنبیه بد رفتاری شان به فرستادن به عراق تهدید می‌کردند، جایی که مجبور بودند از بدبختی نفرت‌انگیز خوردن نان رنج ببرند.
زیتون (که به همراه رب انار و گردوی چرخ شده تهیه می‌شود: زیتون پرورده)، گوشت گوساله، و ماهی از مواد غذایی محبوب رشتیان است که اغلب در بین عراقیها حس تنفر شدید برمی‌انگیزد و رشتیها به خاطر آن کله‌ماهی خور خوانده می‌شوند، نامی مستعار که تمسخر و نفرت را ترکیب می‌کند. در واقع، ساکنین جلگه گیلان گاه‌گاهی کله‌ماهی سرخ شده می‌خورند و عموماً از تمسخر کنایه‌آمیزی که همسایگان شان با آن این بخش از فهرست غذایی شان را می‌بینند آگاه‌اند. با این حال، آنان ارزشهای تغذیه‌ای کله‌ماهی را، که غنی از فسفر است و مغز را برمی‌انگیزد، تحسین می‌کنند.

## مؤلفه‌های هویت رشتی
یک مجموعه کامل از کلیشه‌های قومی علاوه براین نمودهای غذایی مغایرت فرهنگی وجود دارد. در نگاه اول، نمودهای غذایی و کلیشه‌های قومی دو رده لفظی مستقل، و از لحاظ معنایی بی ربط را شکل می‌دهند. در واقع، همان‌طور که خواهیم دید، جدا از پارادایم‌های تشکیل دهنده مستقل، اسامی مستعار غذایی و کلیشه‌های قومی بخشی از یک کلان سیستم نمودها را تشکیل می‌دهند که در آن گونه‌های غذا و خلق و خو به همدیگر مرتبط و با هم متناظراند.
اول از خلال حکایات و جوک‌ها خصایص اصلی نوع قومی رشتی در مقایسه با انسان فلات ایران مورد بررسی قرار می‌گیرد. به دلیل تصورات ساده لوحانه مردم فلات ایران، چنین جوکهایی بی‌شمار اند و رشتیها در ایران هدف محبوب این حکایات بدسگالانه‌اند. امثال و حکایات منجر به باور به این کلیشه‌ها شده‌اند و دیپلماتها و دیگر بازدیدکنندگان قرون نوزدهم و اوایل قرن بیستم به پراکنده شدن چنین توصیفاتی در خارج کمک کرده‌اند.
کلیشه منفی مردانگی رشتی توسط چهره‌خوانیهای عوامانه و ضبط شده پرورده شده است. مردان رشتی به دلیل بینی‌های باریک و عقابی شان شناخته می‌شوند، مشخصه‌ای که توسط بازدیدکنندگان، قوم نگاران اولیه و عموماً توسط مردم فلات تثبیت شد. نمودهای مردمی، که بیشک تحت تأثیر تئوریهای قیافه بود، بینی مرد را با قدرتهای جنسی اش مرتبط می‌کرد. دماغ بزرگ نشان دهنده استحکام، مردانگی و انرژی است. گیلان، که با این مفاهیم مردمی مورد قضاوت قرار گرفته، همچون ناحیه‌ای تنگدست به نظر می‌رسد که ذخایر ساکنین اش پتانسیل اندکی برای برانگیختن حسادت دارد.
مکانیسمهای این انسان‌شناسی عوامانه به دو شیوه قابلررسی است:
گرم و سرد. برای بسیاری از عراقیها، بیحالی رشتیها به دلیل رطوبت جلگه‌های خزری است. باز بنا بر هنجارهای جغرافیای عوامانه، قدرتهای فیزیکی و جنسی مردان مستقیماً با دما و درجه رطوبت اقلیم متناسب است. در مناطق خشک، مردان مردانه و زنان شهوانی اند، گرچه به راحتی نمی‌توان به آن‌ها نزدیک شد (گرم و خشک، عین آب و هوا)؛ از سوی دیگر، در سرزمین‌های سرد و مرطوب مردان تنبل و زنان ساده‌اند. این تئوری عوامانه پژواکی از جغرافیای عربی-ایرانی - و پیش از آن جغرافیای بقراطی - است که به آب و هوا نقشی تعیین‌کننده در شکل‌دهی فضایل شخصی قائل است. زمین بنا به سنتی که مشارکتهای یونانی و زرتشتی را ادغام می‌کند به هفت سرزمین یا اقلیم تقسیم می‌شود و مثلاً مسعودی آن را به ترکیبی ستاره شکل حول محور مرجع متشکل از سرزمین گسترده از بابل تا خراسان توصیف می‌کند. در این طبقه‌بندی دیلم (گیلان) متعلق به اقلیم ششم است و بنا به مسعودی مردان این مناطق شمالی اعم از ترکان و دیلمیان در آن زمان، «خوی سرد» «منشأ مرطوب» دارند و «خواسته‌های جنسی اندکی بروز می‌دهند.»
این تفسیر رفتار قومی بر اساس اقلیم تنها بخشی از نظام وسیعتر نمودهای جهان انسانی و ویژگی‌های آن است، نظامی که حول دو رده منظم سیر می‌کند سرد و گرم، در کنار دو رده کوچکتر خشک و مرطوب. این نظام سلسله مراتبی برای طبقه‌بندی اقلیمها، غذاها، امراض، فصول و بخش‌های زندگی و مردم بکار می‌رود. بنا بر اصول به ارث رسیده از بقراط و جالینوس در خصوص مشرب‌های بدن (بنا به طبقه‌بندی غذایی در ایران گیلانیان در تضاد با عراقیان خورندگان غذای سرداند. آن‌ها برنج، تخم مرغ، ماهی، سبزیجات و میوه تازه را به وفور می‌خورند و غذایای ترش و همه غذاهایی که سرد دانسته می‌شوند را دوست دارند). اسامی مستعار کله ماهی خور و کمر سست نتیجتاً تعابیری تمسخرآمیز مبتنی بر مغایرت نیستند ولی بخشی از نظام نمود هستند که در آن گونه‌های غذایی و مشربها بدان پاسخ می‌دهند و با ان متناظر هستند.

## جهان واژگون شده

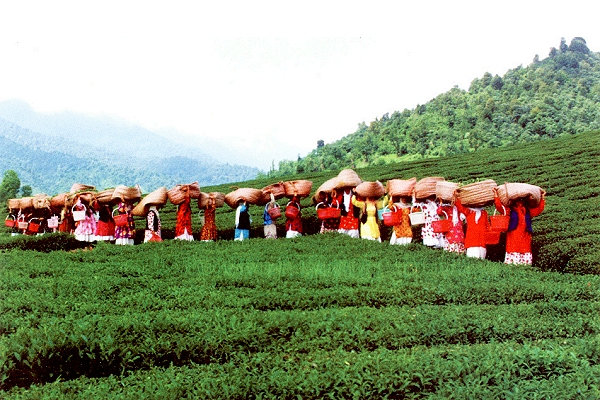
چایکاران زن در لاهیجان.

گیلان از آنجا که ترکیبی از دو محرکی ست که استهزای جمعی می‌آفریند هدف استهزای تهرانی ست: نزدیکی در فضا و تغییرات فرهنگی بالا. برای مردم عراق، منطقه همسایه خزر جهانی درهم و برهم و واژگون هویت خودشان است: مرطوب است نه خشک، سبز است نه اخرایی، سفید (سفیدرود) است نه سرخ (قزل اوزن)، مردم اش به جای ذرت برنج می‌کارند، ماهی می‌خورند نه گوشت، جای گوسفند گاو دارند، خر دارند نه شتر، و دور خانه‌هایشان باز است و دیوار خارجی ندارد؛ جامعه‌ای ست که در آن ناموس و خشونت بین افراد و گروه‌ها کمتر از درون ایران دیده می‌شود؛ به نوعی زنانه است و مخالف یک جامعه مردانه است (مشارکت بیشتر زنان، به ندرت پوشیده، در فعالیت‌های تولیدی، انعطاف‌پذیری بالاتری در روابط بین دو جنس، گرچه قطعاً نه به حدی که در جوکها تلقین می‌شود). بنابراین در نمود عراقی گیلان، به عنوان نمونه‌ای از مغایرت به نظر می‌رسد.
این جوکها و حکایات دربارهٔ گیلانیها به همان اندازه که ویژگی‌های جمعیت خزر را می‌آموزد، دربارهٔ ارزشهای بنیادین ایرانیان مرکزنشین که چنین جوکهایی را می‌سازند و برایشان جالب است تعلیم می‌دهد.

## در سنت ادبی: جهنم و بهشت، سرزمین پناه و قیام
تصاویر دیگری از جهان خزری علاوه بر هویت گیلانی توصیف شده در جوکهای قومی در سنت ادبی ضبط شده است (متون اصلی اسطوره‌ای و ادبی، سفرنامه‌ها، مطالعات تاریخی و…). منطقه از این خلال گاهی تقریباً دوزخی و در دیگر زمان‌ها چون بهشتی زمینی به نظر می‌رسد؛ علاوه بر این بسیاری از نویسندگان بومی آن را دارای فرهنگ آریایی دانسته‌اند، فرهنگستانی از رسوم باستانی و ماقبل اسلامی، منطقه‌ای حاشیه‌ای، حافظ استقلال خود، و بستری برای نافرمانی.
بهشت و جهنم
تصویر دوزخی گیلان نتیجه سنتهای شدیداً متفاوت است: در یک سو، سنت اسطوره‌ای زرتشتی، با بازتابهایش در شاهنامه و در سوی دیگر، سنتی که مسافرین عرب و سپس اروپاییان حامل آن بودند. در اوستا «چهاردهمین جای» خلق شده توسط اهورامزدا، «وارنا و چهار گوشه اش» است که به نظر جایی حاشیه‌ای و هراس‌انگیز می‌رسد. در بندهشن بزرگ، مزدمان وارنا و مازنا (سرزمین‌های اسطوره‌ای در منطقه جنوب خزر) بازماندگان زوجی متفاوت از آنی هستند که ایرانیان را خلق کرد. مردم این مناطق حاشیه‌ای انیران یا غیر آریایی، نسبت به نژاد ایرانی خارجی هستند. به نوشته جیمز دارمستتر در اوستا و شاهنامه منطقه خزر نسبت به ایران مانند آنچه سیلان نسبت به هند در رامایانا شد بود. جهانی عجیب و موطن خون بد و دیوان است. نام جغرافیایی وارنا-که برخی نویسندگان با یک استدلال فلسفی مبهم ریشه گیلان می‌دانند اش- هم یک یک واژه هم تلفظ با معنای دیگر دارد، واژه وارنا که به معنای دیو شهوت و خواسته شیطانی است به نوشته دارمستتر از این تشابه معمولاً سوء استفاده می‌کند؛ یعنی واژه وارنیا درونت هم می‌تواند معنای «مردم مخرب وارنا» و هم معنای «مردم شیطان خوی مخرب» را بدهد. تصاویری که مجسم‌کننده چنین توحش و شهوتی اند بنا بر سنت اسطوره‌ای هزاران دیوی اند که جنگلهای منطقه خزر را تسخیر کرده با هوشنگ و رستم در بخش‌های به‌یادماندنی شاهنامه می‌ستیزند. اولی لشکری از شیران و ببران و پریان را بر پیروزی بر دیو سیاه فراهم کرد و دومی، رستم، با دیو سپید روبرو می‌شود که در قلعه اش «محلی پر از ترس بین دو کوه که هیچ عقابی جرئت پرواز بر آن نداشت» می‌زیست که تنها در پی یک سفر سخت و خطرناک رسیدن به آن ممکن است؛ او دیو را کشت و سپس هزاران هزار دیو فدایی جادوی سیاه را قتل‌عام کرد. سنت محلی مردمی خاطره داستان اسطوره‌ای و جایگاهش را حفظ کرده و آن‌ها در مرز شرقی تنکابن بر بلندیهای دانیال که غاری گفته می‌شود باقی‌مانده قلعه دیو سفید است هستند.
تصویر جنگلهای گیلان چون مهد نیروهای وحشی مرتبط با یک منطقه مملو از باران، جهانی از بخارات و تپ ناپاک مرتبط است. این نمود رستاخیزی توسط مسافرین عرب که به محیط خشک عادت داشتند به عنوان ابراز تعجب از کشف جهان مرطوب پراکنده شد. در اوایل قرن دهم ابن حوقل از این الفاظ برای توصیف افلیم منطقه بهره برد: «اغلب باران می‌بارد، حتی ممکن است برای کل یک سال بی توقف ببارد؛ بدون نشانی از خورشید». بین قرون هفدهم تا بیستم اروپاییانی که از منطقه گذشتند یا مدتی در آن ماندند «جو گلخانه‌ای» «بخارات متعفن» آن را تحقیر کردند. مکنزی به نحوی طعنه‌آمیز می‌نویسد «در واقع جز پرندگان آبزی، قورباغه و یک گیلک کسی نمی‌تواند در گیلان حس در خانه بودن کند.» لرد کرزن جلوتر می‌رود و منطقه را یک جهنم مالاریایی می‌خواند و با توصیف اش از مثل مرگ می‌خواهی گیلان برو نتیجه‌گیری می‌کند. ما می‌فهمیم که چرا منطقه با سیلی از چنین تصاویری توسط مردم داخل ایران نمونه کلاسیک اخراج و تبعید بود. ژان شاردن و تاورنیه هر دو چنان حکایاتی را به یاد می‌آورند: هنگامی که شاه مردی با شهرت خوب را به حکومت گیلان می‌گمارد باید تعجب کرد: «برای تضمین حکومت گیلان آدم کشته یا دزدی کرده».
در تضاد با تصویر جهنم مالاریایی گیلان با پوشش گیاهی غنی و تنوع لذات از سوی برخی نویسندگان بهشتی زمینی تصویر شده است. جوناس هانوی پس از توصیف «رطوبت شدید زمین» و رطوبت هوا «چنان زنگ تولید می‌کند که کار ساعت هم مختل می‌شود» گیلان را با نوعی از بهشت مقایسه می‌کند «زمین شدیداً پربار و مولد است، هر نوعی از میوه را بی کود تولید می‌کند، پرتقالها، لیموها، هلوها و انارها، انگور به وفور وجود دارد تاکها بر درختان سوار اند و به‌طور وحشی در کوه‌ها به وفور می‌رویند به نحوی که بخش قابل توجهی از ایالت یک بهشت است». مسافرین اغلب این تصویر یک باغ طبیعی و غنی را ذکر می‌کنند. این درست است که درختان محصور در باغها شاخه‌های اهلی شده گونه‌های وحشی بومی‌اند. وضع گردو، فندق، آلو، گیلاس، زردآلو، گلابی، سیب، ازگیل، درخت، انجیر و درختان انار نیز که همگی احتمالاً از منطقه خزر نشات گرفته‌اند چنین است. این تشعشع فراوانی با وفور رز وحشی «که چون خوشه‌ای بین درختان به اندازه کابل‌های کشتی بزرگ و سیاه آویزان است» تقویت می‌شود. منطقه خزر جایی است که تاک از آن نشات گرفته و هیچ‌گاه اهلی نشده است.

## سرزمین پناه و مخالفت
حافظه و تاریخ مردمی نسبت به کدام بخش از تاریخ پیچیده گیلان علاقمند است؟ هشیاری منطقه‌ای گذشته را چه تصاویری می‌سازند؟
بسیاری از روشنفکران این منطقه قائل به تصویری قدرتمند از گیلان را به عنوان سرزمینی پیوسته به استقلال خود، متمایل به قیام و سرکشی، و خادم سنتهای خاص ایرانی را برمی‌کشند. شایان ذکر است که این منطقه تا ضمیمه شدن آن توسط شاه عباس یکم (۱۵۸۸–۱۶۲۹) به مدت دو هزاره از اثر پایدار دولت‌های بسیار سازمان یافته که قلمرویشان را تا نزدیکترین نقاط به آن گسترانده بودند دور نگاه داشته شده بود. این سنت مقاومت نسبت به اشغالگران لایتموتیف آثار نویسندگان و مورخین هم منطقه‌ای و هم ناسیونالیست (چون صادق هدایت، احمد کسروی، محسن عزیزی، غلامحسین صادقی) است که گیلان را در گذر دوران با استفاده از تعبیر مینورسکی چون پرجمدار ایرانیت توصیف می‌کنند.
مردمانی که در قدیم ماردی شناخته می‌شدند، تپوریان، کادوسیان و علی الظاهر اخیرتر، گلای جون ملتهایی کنترل ناشدنی به ظاهر می‌شوند که زیر بار رفتن به زیر یوغ امپراطوری‌ها نمی‌روند. آریان از مصاحبین اسکندر، می‌گوید: «به سبب دشواری پیشروی و نیز از آن جا که ماردیان نه تنها فقیر نبودند بلکه ستیزه گر بودند، کسی سرزمین شان را اشغال نکرده بود». این سنت نافرمانی و تجزیه طلبی در ادوار مختلف تاریخ ایران در زمان سلسله‌های هخامنشیان، پارتیان و ساسانیان پابرجا بوده است.
ولی در حافظه منطقه‌ای و ملی گذشته، این رخدادها در قیاس با مقاومت شدیدی که ساکنین گیلان علیه اشغالگران عرب نشان دادند نتیجه اندکی دارد. مورخ محلی بر این نکته تأکید می‌کند: «دیلمیان دشمنی بی رحمانه‌ای را علیه عربها برمی‌انگیختند و از هر موقعیتی برای حمله به آنان استفاده می‌کردند که نشان دهنده وجود یک پایگاه مهم نظامی، ایجاد شده در استحکامات نظامی قزوین موسوم به باب الجنه است». «هر مسلمانی که اقلاً ۲۴ ساعت در آن با نیت مشارکت در نبرد مقدس علیه کفار بماند، جایی در بهشت را نصیب خود خواهد کرد». بنا بر نظر چندین مورخ ایران، این مقاومت نشان دهنده بخشی از یک حماسه ملی بود. از جمله احمد کسروی نوشته است: «مسلمانان فرانسه را اشغال کرده بودند، تا رود لوار رسیده بودند، و این چند مرد همچنان مقاومت می‌کردند!» واقعیتها همان‌طور که رکایا می‌گوید بی شک پیچیده ترند. به هر حال، تصویر یک گیلان الحاق طلب که در نقش پناهی برای ایرانیت عمل می‌کند با مجموعه‌ای از وقایع عمده در جریان قرون هشتم و نهم میلادی که یکتایی بی‌امان منطقه را برجسته کرد بیشتر تقویت شد: قیام یحیی بن عبدالله زیدی، مازیار، گرویدن جمعیتهای دیلم و بیه پیش (منطقه شرق سفیدرود) به شیعه زیدی، ایجاد دولت زیدی در منطقه حاشیه دریای خزر، و حضور دودمانهای محلی که چون پاسداران سنتهای ایرانی عمل می‌کردند. یکی از برجسته‌ترین چهره‌های حامی این پایداری مرداویج بن زیار، بنیانگذار سلسله زیاری بود که بر مناطق متعددی در شمال ایران در قرون دهم و یازدهم میلادی سلطه داشت. او که اهل جلگه گیلان بود عقاید شدیداً ضداسلامی ابراز می‌کرد؛ تا ریشه‌های عمیق خاندان خود در سنت ایرانی را نشان دهد، او «تختی طلایی ساخته بود و تاجی مزین به سنگ‌های قیمتی با همان طرح خسرو انوشیروان شاه ساسانی داشت». در این زمینه، سوء استفاده‌های فوق‌العاده بوییان که شیعه دوازده امامی بودند و عنوان شاهنشاه اختیار کرده بودند و ادعای نسب داشتن از شاهان ساسانی را می‌کردند، از ریشه دیلمی شایان ذکر است.
تصویر گیلان به عنوان سرزمین، پناه، مخالفت و ایرانیت در دوره‌های متعددی در دوره حکومت دودمانهای ترکی-مغولی ارتقای بیشتری یافت. الجایتو فرمانروای ایلخانی پس از یک پیروزی پرهزینه سعی کرد این منطقه را ضمیمه کند ولی نتوانست بر آن کنترل اعمال کند. در دوره سلسله تیموری، ایالت یک دارالمرز باقی ماند. سلسله‌های محلی همچنان ادعای نسب نسب خاص ایرانی می‌کردند: اسحاقوندیان که بر بیه پس (منطقه غرب سفیدرود) سلطه داشتند ادعای نسب ساسانی و سادات امیرکیایی لاهیجان که بر بیه پیش حکم می رداندند ادعای نسب امام چهارم شیعه را می‌کردند. گیلان چون پناهگاهی برای اسماعیل جوان، مؤسس سلسله صفوی عمل کرد. او از ۱۴۹۳ تا ۱۴۹۹ در گیلان گوشنشینی کرد و با «هفت صوفی در جنگل در خفا به دور از زنان و کودکان و مایملک و با نیت شهادت زیست». تأسیس سلسله سفوی پایانی بر نافرمانی نبود و گیلان تا دوره شاه عباس در ۱۵۹۲ فتح نشد.
همه این وقایع، چه واقعی و چه افسانه‌ای، موضوع گستره متفاوتی از توصیفات و تفاسیر بوده است. گرچه روشنفکران و مورخین بر این که گیلان سرچشمه نافرمانی و پرچمدار ایرانیت است توافق دارند، واقعیانی که آنان توصیف می‌کنند به دریافتهای مخالف ایرانیت اشاره می‌کنند.
بنا بر نظر اکثریت، مقاومت در برابر عربها، منشاهای ساسانی مورد ادعای بسیاری از دودمانهای محلی، و حفظ رسوم پیشا اسلامی گیلان را به نمادی برای تدام درازمدت و آرمان ملی کرده است. معادله زیربنایی این نگاه به تاریخ را می‌توان چنین فرموله کرد: گیلانیت = آریاییت = ایرانیت. جای تعجب نیست که این دیدگاه که در بین نخبگان ادیب محلی رایج است، به شدت توسط چندین تاریخنگار حرفه‌ای، چون عزیزی و مینوی، که بین ۱۹۳۰ و ۱۹۴۰ در دوره‌ای که رژیم پهلوی سعی داشت مشروعیت خود را به سنت چندهزارساله ایران باستان گره بزند می‌نوشتند، مورد حمایت و دفاع قرار داشت. این تصویر آریایی، در دوره‌ای که پروپاگاندای ناسیونال سوسیالیستی و فاشیسم در اوج خود قرار داشتند، مورد حمایت روشنفکرانی که از رژیم پهلوی حمایت نمی‌کردند هم قرار داشت. این واقعیت هم که بعدها در دهه ۱۹۶۰ مجلات کودکانی چون اطلاعات کودکان، کیهان بچه‌ها مرداویج را به عنوان قهرمان داستانها و کمیک استریپهای خود برگزیدند معنی دار است.
این نگاه به گذشته گیلان در ارتباط، یا در تعارض، با دیگر نقش تاریخی ایالات جنوب دریای خزر، به عنوان گهواره‌های اسلام ملی قرار می‌گیرد. این نگاه با این واقعیت که چندین دوره مهم در توسعه تاریخی تشیع چون بنیاد دولت زیدی تحت تأثیر پناهندگان علوی، «حماسه» بویی و پناه گرفتن اسماعیل جوان در لاهیجان، همه در گیلان رخ داده است تقویت می‌شود.
سنت نافرمانی گیلان در چندین دوره تاریخ مدرن و معاصر تقویت شد. در ۱۸۰۴، در آغاز جنگ ایران و روس، جمعیت بومی شدیداً در برابر سربازانی که بر سر راه راهشان به سوی رشت به انزلی رسیده بودند مقاومت کردند و آنان را مجبور به عقب‌نشینی کردند. بالاتر از همه، در جریان دوره مشروطیت، اعتراضات و قیامها به طرزی استثنایی در ایالت شدید بود. بسیاری از انجمنها در شهرها و نیز روستاها تشکیل شد، صیادان اعتصاب کردند و دهقانان با تقاضای شرایط بهتر، از پرداخت اجاره زمین شان خودداری کردند. این قیام مورد حمایت صنعتگران شهری و روشنفکران وابسته به جنبشهای دمکراتیک و سوسیالیستی قفقازی بود. دو رهبر به‌طور خاص خود را در نشر عقاید انقلابی در مناطق روستایی متمایز کردند: سید جمال شهرآشوب و رحیم شیشه بر. یک قیام مسلحانه، علیه ارباب اصلی در ۱۹۰۶ در تالش شکل گرفت؛ سربازان دولتی آن که در ۱۹۰۸ اعزام شدند از پس آن برنیامدند. در سال بعد، مشروطه خواهان رشت را تسخیر کردند و با پیشروی به تهران در کنار شورشیان بختیاری در خلع محمد علی شاه مشارکت کردند.